# Vila Chã de Sá
Vila Chã de Sá is een plaats (freguesia) in de Portugese gemeente Viseu en telt 1798 inwoners (2001).